# Rengershausener Tunnel
Der Rengershausener Tunnel (ehemals auch Rengershäuser Tunnel, Rengersbergtunnel oder Rerngershäusertunnel) ist ein 1592 m langer Eisenbahntunnel der Schnellfahrstrecke Hannover–Würzburg. Er liegt östlich des Stadtteils Rengershausen der hessischen Mittelstadt Baunatal und trägt daher seinen Namen.

## Verlauf

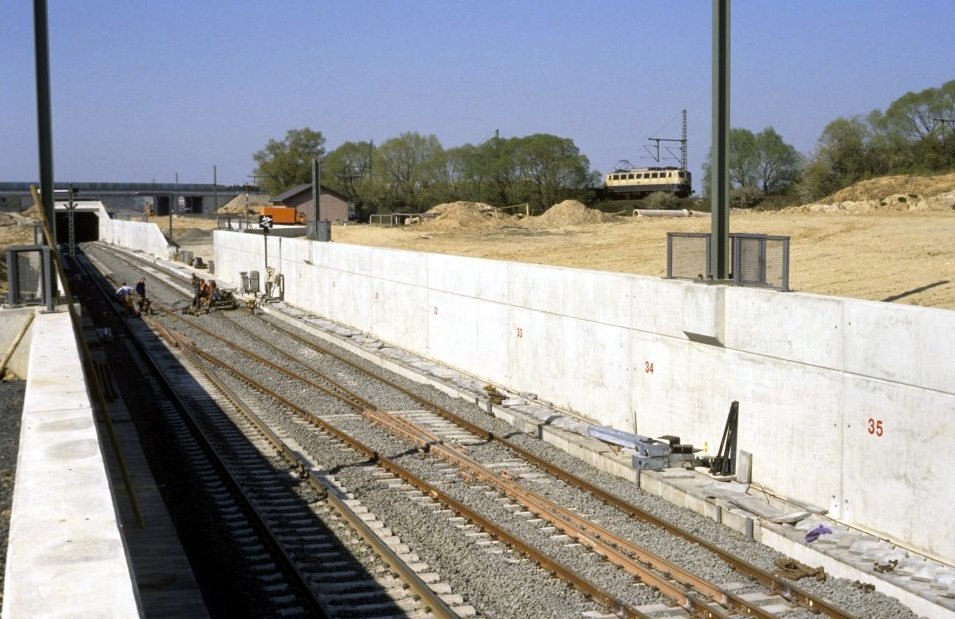
Blick vom Nordportal auf die dem Tunnel vorgelagerte Überleitstelle (Bauphase, ca. Ende 1980er Jahre)

Im Tunnel unterquert die Schnellfahrstrecke unter anderem die Bundesautobahn 44 und die Main-Weser-Bahn.
Die Unterquerung der A44 folgt dabei unmittelbar auf das Nordportal, mit einer durchschnittlichen Überdeckung von rund 8 m. Nördlich des Tunnels endet dabei ein 6 km langer Abschnitt, in dem die Neubaustrecke – beginnend im Bereich des Bahnhofs Kassel-Wilhelmshöhe – der Trasse der Main-Weser-Bahn folgt.
Das Bauwerk liegt zwischen den Streckenkilometern 150,044 und 151,598. Die zulässige Geschwindigkeit im Bereich des Bauwerks liegt bei 210 km/h (Regelgleis Richtung Hannover) bzw. 250 km/h (Regelgleis Richtung Würzburg).
Nördlich folgt, nach einer Überleitstelle mit vier Weichen, das Kreuzungsbauwerk Oberzwehren, südlich die Fuldatalbrücke Fuldabrück.
Die Gradiente fällt im Tunnel durchgehend nach Süden ab.

## Geschichte

### Planung
Das Bauwerk war in der Planungs- und Bauphase den Planungsabschnitten 12 und 13 im Mittelabschnitt der Strecke zugeordnet. Die geplante Länge lag bereits 1984 bei 1592 m.
1984 wurde das Bauwerk mit Kosten von 62,4 Millionen DM kalkuliert.

### Bau
Die Bauarbeiten begannen am 1. Dezember 1985. Die geplante Bauzeit lag bei 35 Monaten.
Der Tunnel wurde am 1. Juli 1986 angeschlagen. Als Tunnelpatin fungierte Carola Börner, die Gattin des hessischen Ministerpräsidenten Holger Börner.
Der Kreuzungsbereich mit der Bundesautobahn und der Bahnstrecke Frankfurt–Gießen–Kassel erforderte besondere Planungsmaßnahmen. Die vorgefundenen geologischen Verhältnisse seien laut Bahnangaben ungünstig gewesen. Das Bauwerk war nach Angaben der Deutschen Bundesbahn eines der schwierigsten Bauwerke der Neubaustrecke.
Als schwierig erwiesen sich unter anderem sehr rasch wechselnde Bodenverhältnisse, darunter lockerer Sand, die mit der Neuen Österreichischen Tunnelbauweise nur mit aufwendigen Sonderbauverfahren und einem behutsamen Vorgehen bewältigt hätten werden können. Entgegen dem üblichen Ablauf wurden für den Vortrieb zunächst zeitgleich zwei Ulmenstollen ausgebrochen, anschließend die Kalotte und schließlich der so genannte Kern.
Im Zuge der Baumaßnahmen wurden 280.000 m³ Material ausgebrochen bzw. ausgehoben. Im Gegenzug wurden 85.600 m³ Beton und Spritzbeton sowie 5.500 t Betonstahl, 7.600 m Bohrpfähle eingebracht.
Das Bauwerk wurde, von Nord nach Süd, in fünf Bauabschnitte eingeteilt: die Unterquerung der A44, ein im tertiär liegender Abschnitt in offener Bauweise, ein Tertiär-Abschnitt in bergmännischer Bauweise, ein bergmännischer Abschnitt im Buntsandstein sowie die Unterfahrung der Main-Weser-Bahn.
Das Bauwerk wurde 1988, neben dem Helleberg- und dem Mündener Tunnel, als eines der letzten drei Tunnelbauwerke der Strecke durchgeschlagen. Der Durchschlag, im Juni 1988 nach 35 Monaten Bauzeit, markierte gleichzeitig das Ende des bergmännischen Vortriebsarbeiten im hessischen Streckenabschnitt. Aus diesem Anlass überreichte ein Vertreter der Bundesbahn allen Tunnelpatinnen der 27 Röhren im hessischen Streckenabschnitt, die sich am Rengershausener Tunnel eingefunden hatten, ein Erinnerungsgeschenk. Nach DB-Angaben verlief der Bau des Tunnels ohne Bergunfälle.
Mit dem Bau beauftragt war die Arbeitsgemeinschaft Rengershausentunnel. Sie bestand aus den Unternehmen Allbau (Frankfurt am Main), Porr (Wien), Josef Klug GmbH (Regensburg) und Stuag AG (Wien).
Die Kosten werden (Stand: 1988) mit 100 Millionen D-Mark angegeben.